# Calephelis baleuensis
Calephelis baleuensis är en fjärilsart som beskrevs av Mcalpine 1971. Calephelis baleuensis ingår i släktet Calephelis och familjen Riodinidae. Inga underarter finns listade i Catalogue of Life.